# Faksimile Verlag
Der Faksimile Verlag, 1974 durch Walter Schweizer und Urs Düggelin in Luzern gegründet, ist ein Verlag, der sich ausschließlich den Drucken von Faksimiles widmet. Der Verlagssitz befindet sich heute in Simbach am Inn (Niederbayern).

## Programm und Leitung
In Luzern von Manfred Kramer und ab 2007 von Gunter Tampe geleitet, unterstand der Verlag seit 2009 der verlegerischen Leitung von Armin Sinnwell. 2006 wurde der Faksimile Verlag Luzern Teil der inmediaONE GmbH, einem Tochterunternehmen von Bertelsmann. Drei Jahre später wurde der Standort Luzern geschlossen und der Verlagssitz nach München verlagert.  2014 stellte der Faksimile Verlag sein operatives Geschäft ein und Armin Sinnwell verließ Bertelsmann. Im Jahr 2017 wurde das Faksimile-Geschäft unter der Leitung von Charlotte Kramer, Inhaberin des Verlags Müller und Schindler, wieder aufgenommen.
Als eines der bekanntesten Faksimile ist das Book of Kells (erschienen 1990) zu nennen. Des Weiteren werden verschiedene Gebets- und Stundenbücher sowie liturgische, weltliche und astronomisch-astrologische Handschriften, Chroniken und Bibel-Handschriften herausgegeben. Bis heute werden die Faksimile-Editionen vollständig und originalgetreu reproduziert. Die Drucke der einzelnen Ausgaben sind sehr teuer.
Nach der Gründung des Verlags 1974 wurde als erstes Werk die Luzerner Chronik des Diebold Schilling veröffentlicht. Zum zehnjährigen Bestehen des Verlags erschienen 1984 Les Très Riches Heures du Duc de Berry, 1985 die Grosse Burgunderchronik und 1988 ein weiteres Werk aus der Bibliothek des Duc de Berry, die Petites Heures, deren Patronat der ehemalige französische Präsident François Mitterrand übernahm.
2007 erschien als 50. Edition des Verlags das Mainzer Evangeliar unter dem Patronat von Karl Kardinal Lehmann. Seit dem Umzug von Luzern nach München 2009 erschienen als weitere Meilensteine der mittelalterlichen Literatur Faksimiles des Stundenbuchs der Katharina von Kleve und des Sakramentars Heinrichs II. Zum 25-jährigen Verlagsjubiläum hielt 1999 der italienische Schriftsteller Umberto Eco eine Laudatio.
Nach dem Umzug an den Standort Simbach am Inn wird der Lagerbestand des Faksimile Verlags wieder vermarktet und es sind auch neue Ausgaben geplant, darunter ist vor allem eine Faksimile-Edition des Godescalc-Evangelistars zu nennen.

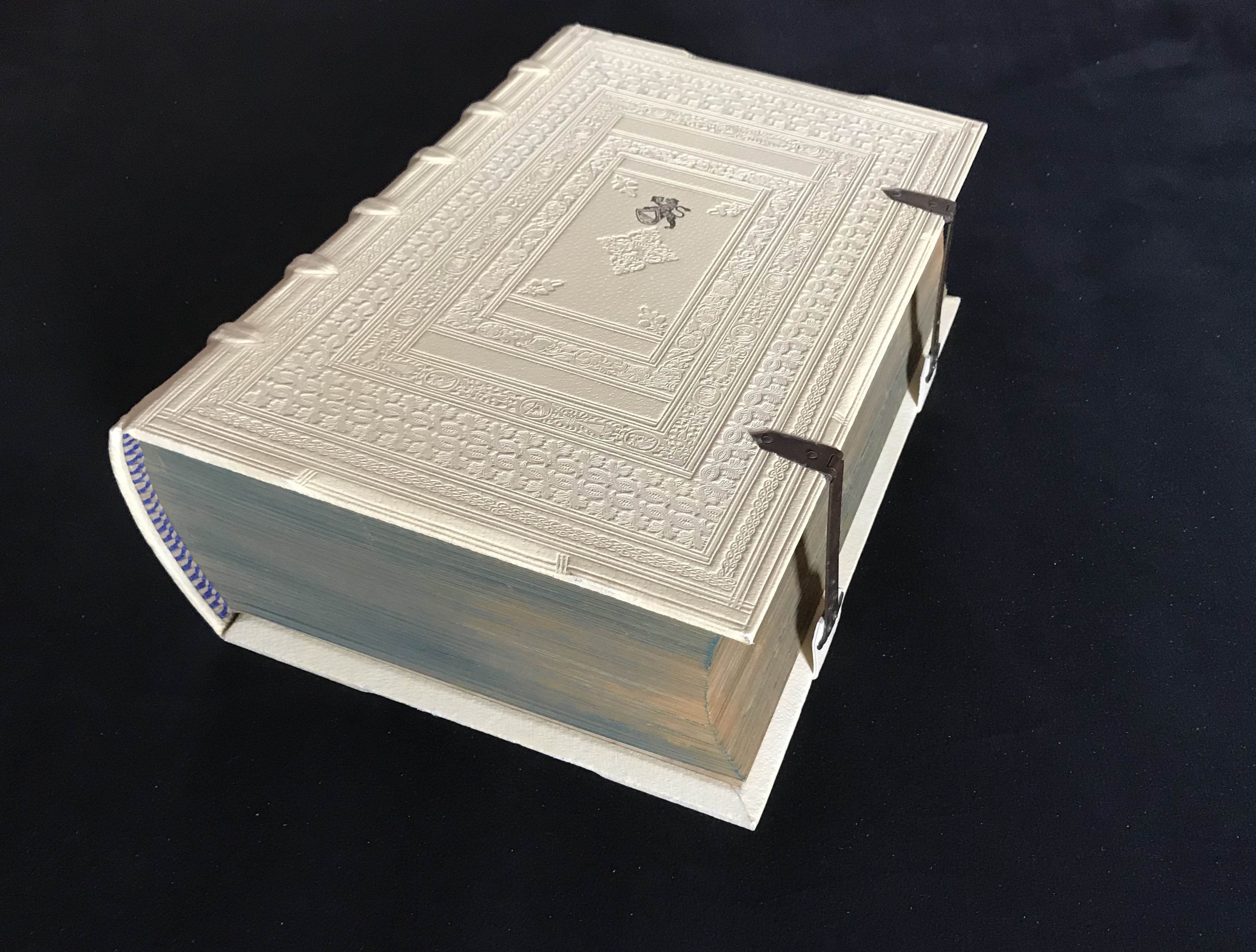
Faksimile der Grossen Burgunderchronik
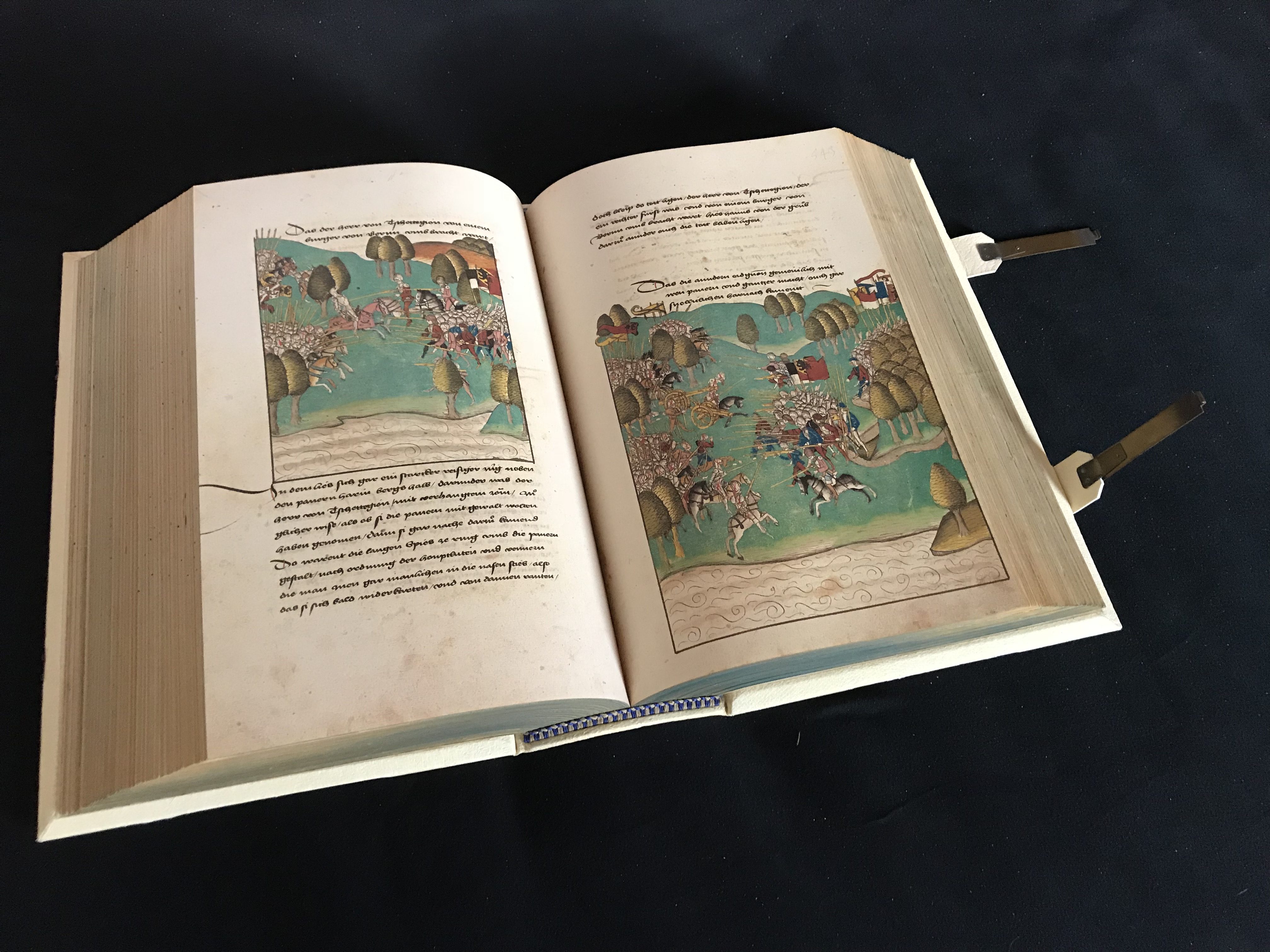
Doppelseite aus der Grossen Burgunderchronik
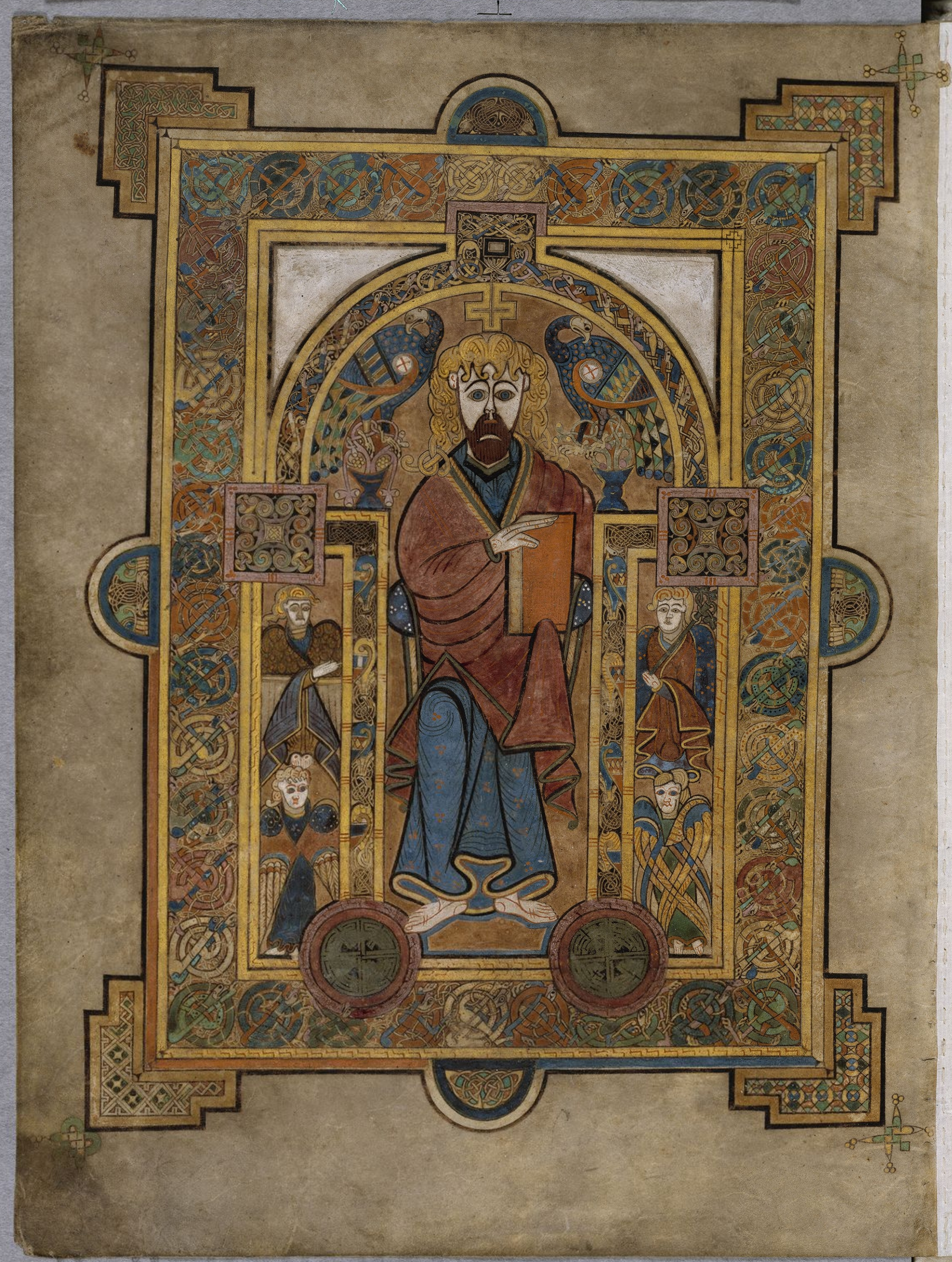
Book of Kells fol. 32v
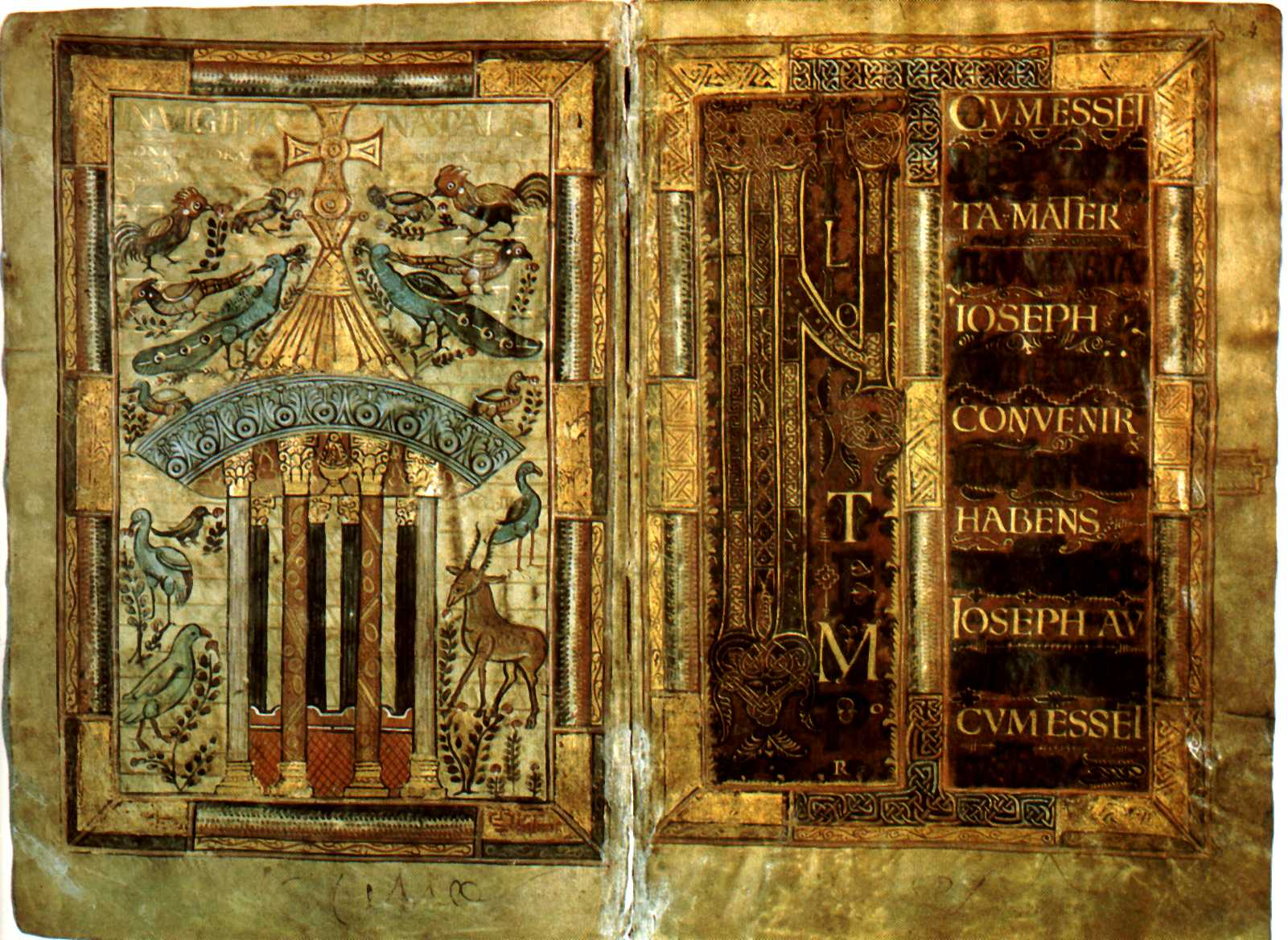
Doppelseite aus dem Godescalc-Evangelistar: Lebensbrunnen und Initiale